# بال ستيفن أندريسن
بال ستيفن أندريسن (بالنرويجية البوكمول: Pål Steffen Andresen)‏ هو لاعب كرة قدم نرويجي في مركز الدفاع، ولد في 19 مايو 1982 في ليلستروم في النرويج. شارك مع منتخب النرويج تحت 21 سنة لكرة القدم. أما مع النوادي، فقد لعب مع نادي ليلستروم.

## وصلات خارجية
- بال ستيفن أندريسن على موقع اتحاد النرويج (النرويجية)
- بال ستيفن أندريسن على موقع قاعدة بيانات كرة القدم.إي يو (الإنجليزية)
- بال ستيفن أندريسن على موقع Soccerway.com (الإنجليزية)